# Tarniny
Tarniny (niem. Tornienen) – wieś w Polsce położona w województwie warmińsko-mazurskim, w powiecie olsztyńskim, w gminie Kolno.
W latach 1975–1998 miejscowość administracyjnie należała do województwa olsztyńskiego.

## Historia
Wieś powstała na staropruskim polu osadniczym Swentegarben. Dawna nazwa wsi Tornienen jest nazwą odosobową wraz z typową dla pruskiej toponomastyki końcówką iny lub ienen.
Przywilej lokacji wsi wystawiony został 16 czerwca 1339 i potwierdzony przez biskupa warmińskiego Hermana z Pragi 18 sierpnia 1340 roku. Zasadźcami wsi na obszarze 48 włók byli dwaj Prusowie Blyat i Sangloben.
Wieś została zniszczona w czasie wojny trzynastoletniej.
Wieś lokował ponownie biskup warmiński Mikołaj Tungen w 1482 roku. Wieś miała ten sam obszar 48 włók, w tym trzy sołeckie, trzy lasu, sześć dla wolnych którzy mieli obowiązek wystawiania służb rycerskich na potrzeby biskupa oraz 36 czynszowych na prawie chełmińskim.
W roku 1935 do jednoklasowej szkoły w Tarninach uczęszczało 34 dzieci.
W roku 1820 mieszkało tu 158 osób, w 1848 - 172 osób, a 1939 - 204 osoby.